# فيتوريو آلفيري

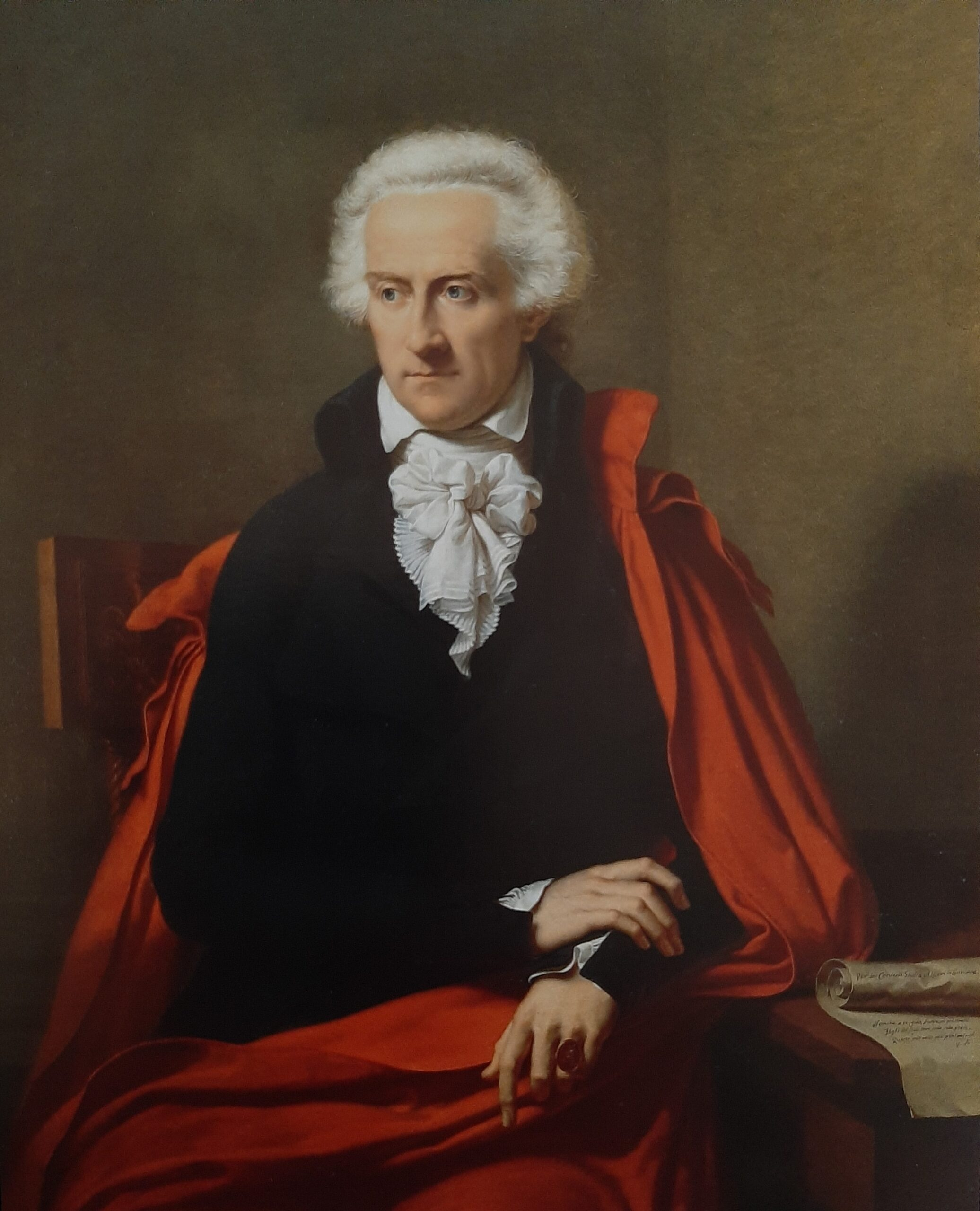
فيتوريو آلفيري، صورة للفنان فرانسوا سافير فابر (1797)

كان الكونت فيتوريو أميديو آلفيري (ولد في مدينة أستي في 16 يناير 1749، وتوفى في فلورنسا 8 أكتوبر 1803)، كاتبا مسرحيا وممثلاً وشاعراً.

## حياته
وُلد في مدينة أستي بأقليم بييمونتي في 17 يناير لعام 1749 من أسرة نبيلة وثرية. هكذا قدم آلفيري نفسه في سيرته الذاتية «حياة فيتوريو آلفيري بقلمه» التي كتب الجزء الأكبر منها عام 1790، ولكنها اكتملت في عام 1803.
كان لآلفيري نشاط أدبي قصير ولكنه مثمر وثري. شخصيته المعذبة جعلته أول من مهد لإضطرابات الإتجاه الرومانسي، كما وضعت حياته في إطار المغامرة. كان يتحدث لغة بييمونتي كما كان معظم أهلها يتحدثونها في هذه الفترة. تعلم اللغة الفرنسية والإيطالية أي لغة توسكانا القديمة كصورة من صور الوقار حيث كان شريف الأصل. تأثرت هذه الأخيرة في البداية باللغتين الآخرتين، اللتان كان يعرفهما ويجيد تحدثهما. هاتان اللغتان جعتله ينغمس في قراءة الكلاسيكيات باللغة الإيطالية، وتجميع معاجم صغيرة تتطابق بها كلمات وتعبيرات اللغة الفرنسية ولغة بييومنتي مع «أصوات وأساليب اللغة التوسكانية»، كما جعلته يستكمل سلسلة الرحلات الأدبية في فلورنسا، كل هذا من أجل التحرر من لغة بيمونتي واللغة الفرنسية والفرنسيين.
بعدما عاش حياة مضطربة ومشردة، كرس ألفيري حياته للقراءة ودراسة أعمال المؤرخ فلوطرخس، ودانتي أليغييري، وفرانشيسكو بتراركا، ونيكولو مكيافيلي، وأعمال عصر التنوير مثل: فولتير، ومونتسكيو. استمد من هؤلاء الكتاب سمات الشخصية العقلانية والكلاسيكية المناهضة للطغيان والتي تميل إلى الحرية المثالية التي تتحد معها تعظيم العبقرية الفردية الرومانسية. وكان يمجد في الثورة الفرنسية أثناء إقامته في باريس في عام 1789، ولكن سرعان ما تحول أداؤه الموالي لفرنسا إلى الشعور بالبغض وبالعداء الشديد تجاهها بسبب ما ظهر من الثورة الفرنسية في عهد الإرهاب بعد عام 1792. عاد إلى إيطاليا، حيث استمر في الكتابة، معادياً بشكل تام حكومة نابليون. دُفن عام 1803 مع أعظم الإيطاليين في كنيسة سانتا كروتشي (الصليب المقدس) بفلورنسا حيث توفى هناك. أصبح ألفيري في أواخر حياته رمزاً لمفكري عصر التنوير الذي بدأ بظهور أوجو فوسكولو.

## أعماله

### التراجيديا

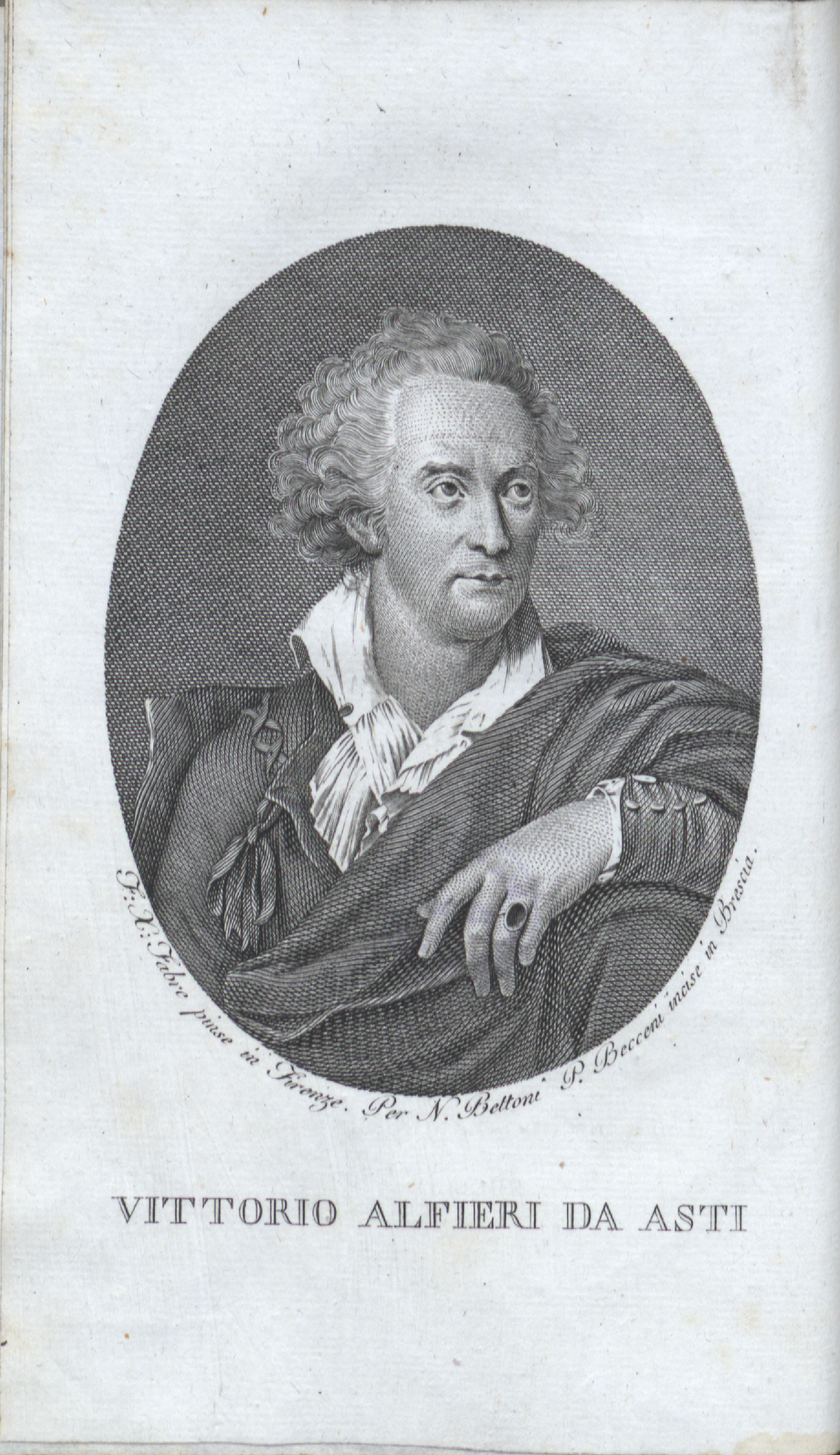
غلاف كتاب "مؤلفات" إصدار عام 1809

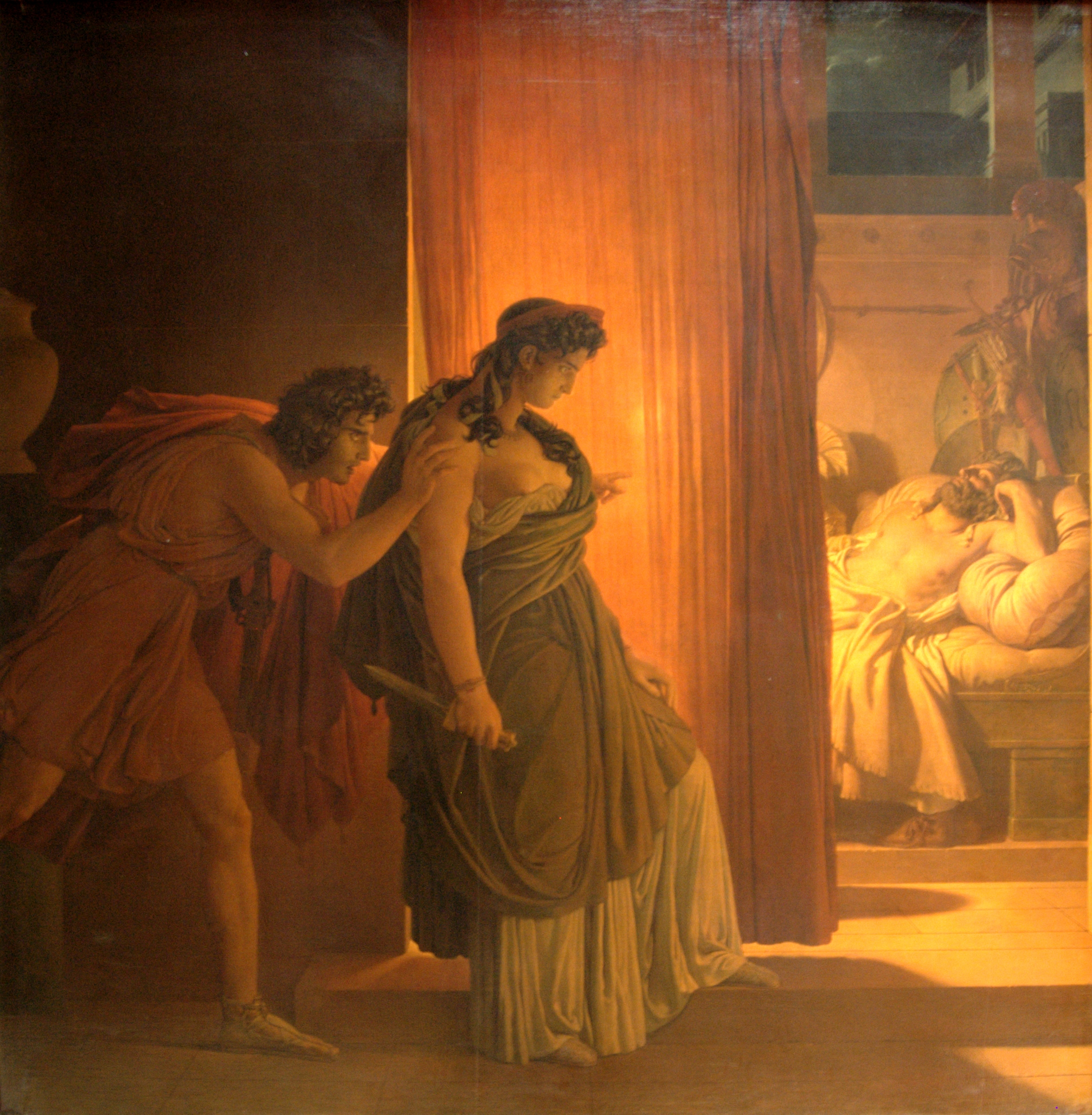
إيجيسثوس يحث كليتمنسترا المترددة قبل اغتيال أجاممنون. لوحة الفنان بيير ناريس غيران بعنوان "موت أجاممنون" عام 1818 بمتحف اللوفر بباريس

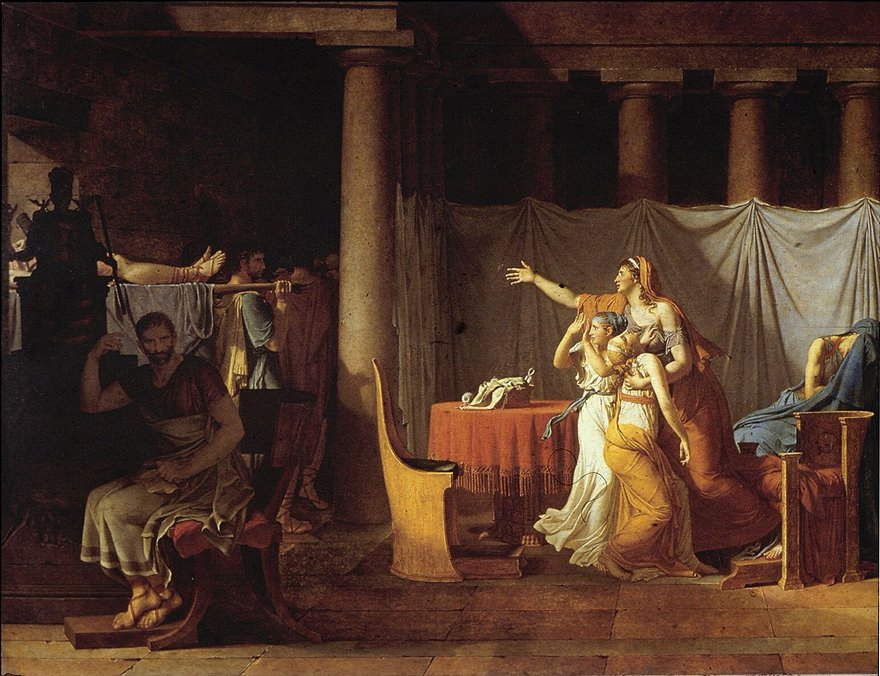
الحراس يعيدون إلى لوشيوس جونيوس بروتوس جثث أولاده. لوحة للفنان جاك لوي دافيد عام 1789 بمتحف اللوفر بباريس

بعد انتهاء دراسته في الأكاديمية العسكرية بمدينة تورينو وبعد تجوال الشباب في مختلف أنحاء أوروبا، عاد آلفيري إلى العاصمة بييومنتي عام 1775 (عام التحول) وكرس حياته لدراسة الأدب ونفى بذلك -وفقاً لكلماته- ما عاشه من سنوات التنقل والفجور. كما قام باستكمال أول عمل تراجيدي له باسم «أنطونيو وكليوباترا» الذي حقق نجاحاً باهراً، ثم تبعته العديد من الأعمال التراجيدية مثل «الأنتيجون»، و«فيليب»، و«أوريستيس»، و«شاؤول»، و«ماري ستيوارت» و«ميرا». ارتبطت شهرة أعماله بالتركيز على العلاقة بين الحرية والسلطة وعلى انتصار الفردية الذاتية على الطاغية. كان لتأمل الحياة العميق والمؤلم دور في إثراء القضية لدى الشاعر خاصة عندما كان يتوقف عند المشاعر الأكثر حميمية وعلى المجتمع الذي يحيط به. تم تمثيل معظم تراجيديات ألفيري عندما كان على قيد الحياة ويحقق نجاحاً ملحوظاً خلال فترة اليعاقبة. إن من أكثر الأعمال التي تم تمثيلها في السنوات الثلاثة لليعقوبيين في إيطاليا (من 1796 إلى 1799) هي «العذراء/ فيرجينيا» وجزئي العمل التراجيدي «بروتوس». حضر نابليون على المسرح الوطني فيميلانو يوم 22 سبتمبر عام 1796 عرض لمسرحية «العذراء/ فيرجينيا».
كان الوطنيون يعرضون رقصات «الكارمانيول» خلال استراحات العروض. توجه العديد من ممثلي القرن التاسع عشر نحو أعمال ألفيري: بدءاً من الفنان المسرحي «أنطونيو موروكيزي» على مسرح كارينيانو في تورينو، إلى «باولو بيللي بلانس» في فلورنسا أو في ميلانو. بلغ عدد أعماله التراجيدية اثنتين وعشرين بما في ذلك «كليوباترا» (أنطونيو وكليوباترا) التي اتُخذت منه لاحقاً. تحرر ألفيري من القافية أثناء كتابة أعماله واتبع مبدأ الوحدات الثلاث ل أرسطو. كانت تؤخد في الاعتبار أثناء صياغة النص ثلاثة مراحل: التصور (تحديد الفاعل، وابتكار حبكات درامية وحوارات، وتحديد سمات الشخصيات)، والتوسع (وضع النص في شكل نثري وتوزيعه على هيئة مشاهد)، والتحويل النص إلى شعر (التحرر من القافية في النص بأكمله).

### النثر السياسي
تم مناقشة موضوعي «بغض الطغيان» و«الحب الدفين للحرية» من خلال دراستين:
نظام الطاغية (1777- 1790): هي دراسة تتناول بأكملها الجانب السياسي، كتبها آلفيري أثناء إقامته في سيينا حيث تعرف على صديقه العظيم التاجر «فرانسيس جوري جاندليني». آجرى لآلفيري تحليل لمفهوم «الاستبداد» باعتباره التصور الأكثر وحشية لكافة أشكال الحكومة. نظام الطاغية –من وجهة نظر آلفيري- يقوم على الملك، وعلى الجيش والكنيسة الذين يشكلون أساس هذه الدولة.

### القصائد الغنائية المناهضة للثورة

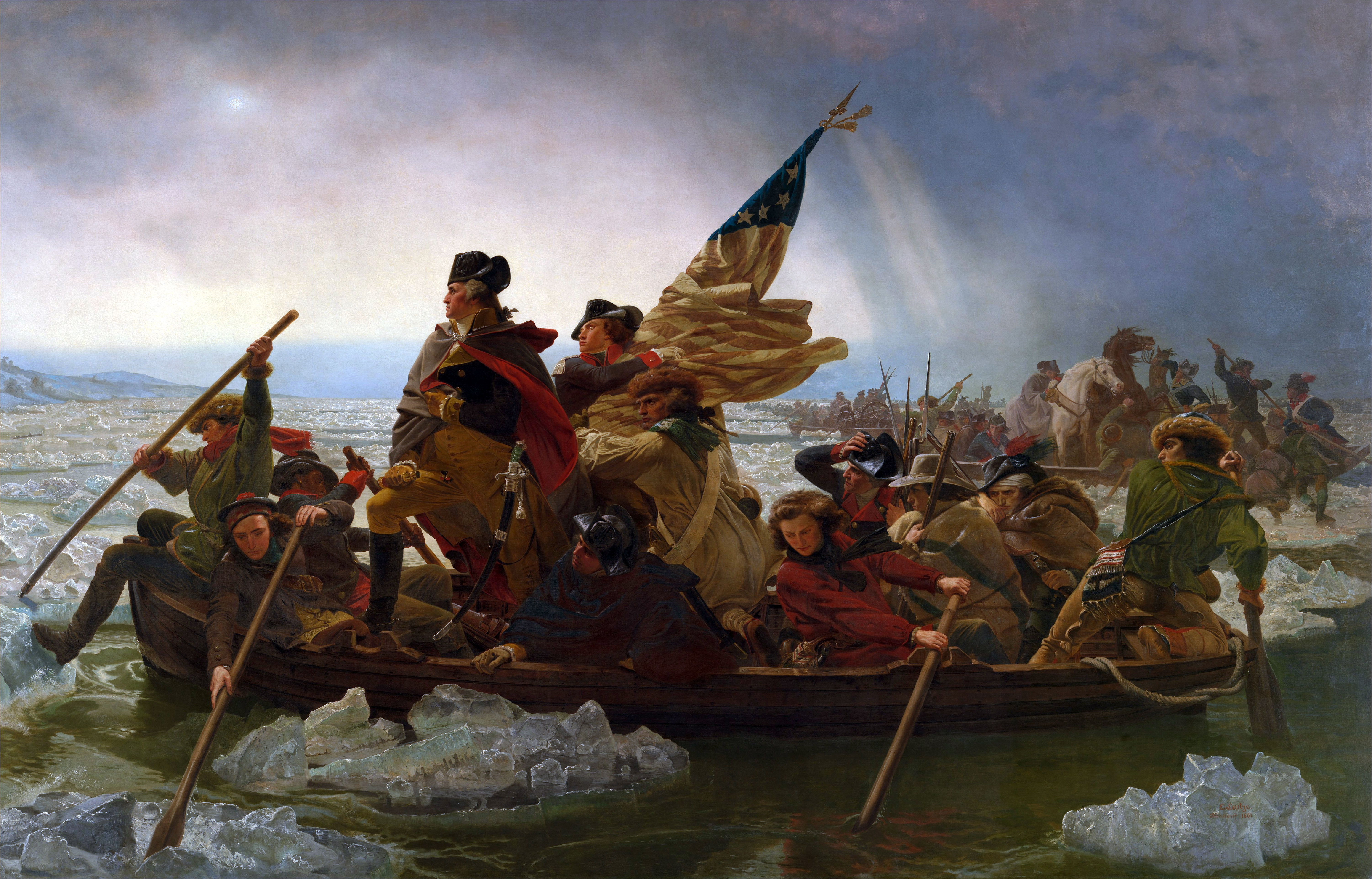
واشنطن يعبر ديلاوير. لوحة للفنان إيمانويل لويتز (1815)

الميسوجاللو/ Misogallo (لفظ لاتيني miseìn، يعني «كره» و«الغاليون» أي الفرنسيون): عمل أدبي يجمع بين الأشكال الأدبية المختلفة: النثر (سواء خطابي أو حواري بين الأشخاص)، والسونيته والإبيجراما وقصيدة غنائية. تشير هؤلاء المقطوعات الغنائية إلى الفترة... بين انتفاضة فرنسا في يوليو 1789 واحتلال فرنسا لروما في فبراير 1798. يعد هذا العمل نقد قاس لفرنسا وللثورة الفرنسية، ولكنه يوجه هذا الذم أيضاً إلى الإطار السياسي والاجتماعي في أوروبا، وإلى الكثير من الطغاة القدماء والجدد الذين سيطروا ومازالوا يسيطرون على أوروبا. كان ألفيري يرى أن «الفرنسيين لن يحيوا أحراراً بينما سيتمكن الإيطاليون من ذلك» مُعظماً بذلك إيطاليا المستقبل «الفاضلة والنبيلة والحرة والفريدة». من ثم أصبح آلفيري مناهض للثورة الفرنسية وينتمي إلى الطبقة الأرستقراطية (بالرغم من كون «النبالة» صفة مكتسبة وليست متوارثة، والدليل على ذلك ازدراؤه من هذه الطبقة الاجتماعية ذاتها، بل أيضاً من الروح القوية التي يغذيها «الإحساس القوي») مع ذلك لا يمكننا وصفه بالرجعية بسبب تعظيمه الدائم والمقتصرعلى حرية الفرد التي من المفترض أن تكفلها دولة إيطاليا الحديثة.

### آلفيري وأفكاره الثورية
عارض آلفيري فكرة نشر دراساته التي تم تنفيذها في فرنسا. عبر في هذه الدراسات عن أفكاره المناهضة للطغيان بطريقة حاسمة، كما سمح بتوضيح أفكاره المناهضة أيضاً لرجال الدين مثل «نظام الطاغية». على الرغم من ذلك بعد نشر «الميسوجاللو/ Misogallo» لم يعد ينكر هذه الآراء، فاختار منها الأخف ضرراً، أي ما يدعم كل من يعارض الحكومة الثورية. كانت هذه الحكومة تروعه بسبب سفك الدماء في عهد الإرهاب الذي كان يعارض سواء النبلاء وأعداء الثورة أو الثوريين غير المواليين لليعاقبة (الجيرونديون)، ولأنها سبب في اندلاع الحرب بإيطاليا. أما ماريو رابيساردي يرى أن آلفيري الذي لم يكن مناهضاً للإصلاح (طالما هذا التغيير سيأتي من الجانب الآخر أي من السلطة التشريعية، وليس نتيجة للضغط أو للعنف) كان لديه مخاوف من أن يتم الخلط بينه وبين الديماغوجيين الفرنسي الذين كانوا يحرضون «عامة الشعب». هذا ما جاء في الدراسات المذكورة أعلاه بشأن الديانة الكاثوليكية التي كانت تتحكم في زمام أمور الطبقة ذات المستوى التعليمي المنخفض (على الرغم من أن هذا التحكم ضر على المدى البعيد بالتوجه «الصعب» الذي كان يحث عليه)، بينما كانت ضعيفة التأثير على الآدباء والفلاسفة.
«إن البابوية الكاثوليكية، ومحاكم التفتيش، والمطهر، وسر التوبة، والزواج مدى الحياة، وعزوبة رجال الدين هم الحلقات الستة في السلسلة المقدسة» و«الشعب الذي سيبقى على العقيدة الكاثوليكية سيصبح بلا محالة جاهلاً وسجيناً وأحمقاً بسبب البابوية الكاثوليكية ومحاكم التفتيش». إن اتهامه الموجه إلى الثورة أصبح من ناحية مناهضاً للاستبداد ومن ناحية آخرى ثقافياً، حيث كان يعتقد أن عبادة مجردة مثل ما تسمى بعبادة العقل وعبادة الكائن الأسمى هي الأنسب لاحتواء الشعب الجاهل في هذا الوقت من خلال التعاليم الأخلاقية.
علاوة على ذلك، على الرغم من بغضه لكبار رجال الدين والنبلاء، لم يوافق على كره الفرنسيين دون تمييز واغتيالهم قانونياً باعتبارهم مدانيين فقط لأنهم ينتمون إلى طبقة النبلاء أو طبقة رجال الدين المتوسطين والفقراء. أكد آلفيري سراً في خطابه إلى صاحب دير كالوسو لعام 1802على أطروحاته (التي كان ينكرها علناً في الميسوجاللو وفي أهاجيِّه).
«إن القوى المحركة لتلك الكتب هي اندفاع الشباب، وكره العدوان، وعشق الحق وعشق ما كنت اؤمن به. كان غرضها هو تمجيد قول الحق، قول الحق بكل قوة وإبداع، قول الحق مع الإيمان بمدى أهميته (...) يبدو لي أن العلة وراء هذه الكتب يمكن ربطها واستنتاجها وكلما فكرت في هذا الأمر بعد ذلك، كان دائماً ما يتضح لي بأنها صادقة وراسخة. عندما كنت أتسأل عن هذه النقاط، كنت دائماً أكرر ما ذكرته، بمعنى أصح كنت دائماً ما ألتزم الصمت.(...) خلاصة القول، أنا أوافق رسمياً على كل ما جاء في هذه الكتب، ولكنني أُدين بلا رحمة من كان السبب وراء كتابتهم، حيث لم تكن هناك حاجة لهم، وضررهم سيكون أكبر من نفعهم».
قام «بيير جوبيتي» بمقارنة مبدأ الحرية الثائرة وليست الثورية لدى آلفيري بنظيرتها لدى ماكس شتيرنر: الفيلسوف الألماني مؤلف كتاب «الأنا العليا وذاتها» (ولد بعد ثلاثة سنوات من وفاة آلفيري) حيث كان ثورياً أيضاً ولكن مناهضاً للثورة. كان لآلفيري –من وجهة نظر جوبيتي- «حاجة ماسة للجدل بشأن السلطات القائمة، والعقائد الراسخة، والطغاة من رجال الدين والسياسين»، فقد كان لا يسامح إطلاقاً كل من يحاول ان يكبح حريته الشخصية. إن اتحاد كل هذه المشاعر الوطنية خاصة في الفترة الأخيرة من حياة شخص هو إشارة إلى مدى اختلاف هذا الشخص وفكره الذي لا يقبل بكونه فيلسوفاً صادقاً بل أديباً.

### الملهاة
كتب آلفيري ستة أعمال تصنف كملهاة:
- الواحد
- القليلون
- الكثيرون
- الترياق
- النافذة الصغيرة
- الطلاق

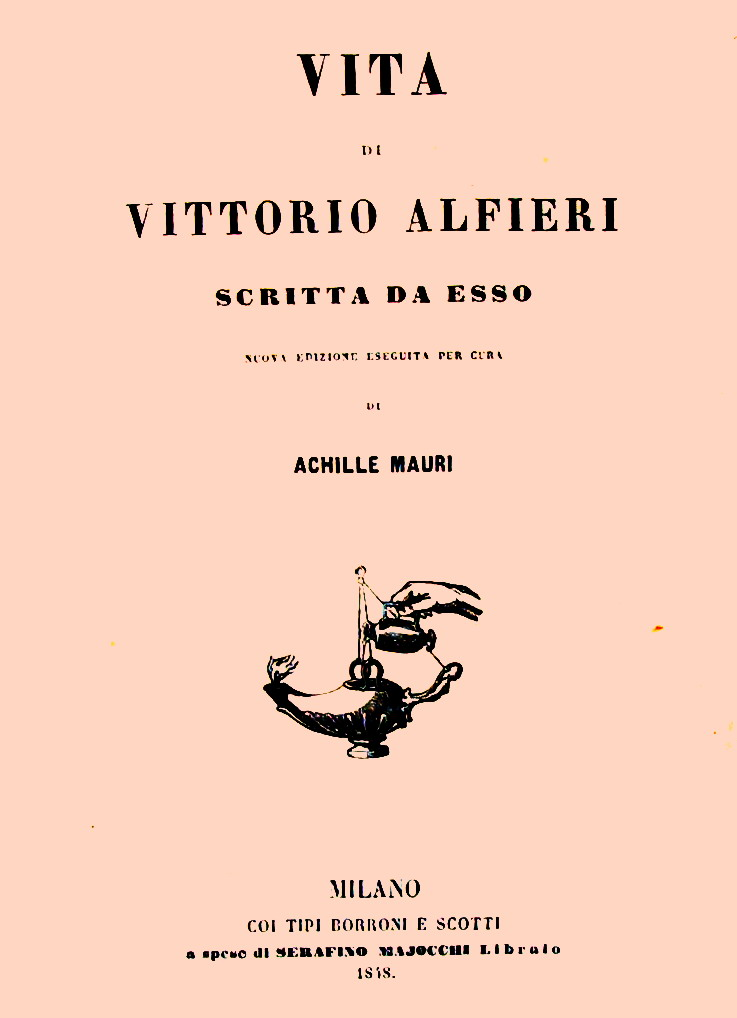
غلاف كتاب "حياة آلفيري" لعام 1848

تشكل الأعمال الأربعة الأولى سلسلة من رباعية سياسية، أما «النافذة الصغيرة» عمل ذو سمات أخلاقية عالمية، بينما يناقش «الطلاق» العادات الإيطالية المعاصرة. كتب آلفيري هذة الأعمال الفنية خلال الجزء الأخير من حياته أي تقريباً حول عام 1800، على الرغم من تصوره لفكرة الملهاة قبل بضع سنوات. يحكي آلفيري أنه استوحى من أعمال «ترنتيوس» من أجل تشكيل أسلوب المؤلف الكوميدي:

«نظرت أيضاً إلى ترجمة ترنتيوس مراراً وتكراراً؛ وأضيف لكم السبب وراء اختيار هذا النموذج الرائع ومحاولة تأليف بيتاً هزلياً، لكتابة الملهاة الخاصة بي بعد ذلك (كما كنت أرسم من قبل) وتوضيح الأسلوب الأصلي الخاص بي في هذه الأعمال كما فعلت في الأعمال التراجيدية»
(نموذج من كتاب «حياة آلفيري»، الحقبة الرابعة، عام 1790، الفصل العشرون)

إن الآراء التي تتعلق بملهاة آلفيري بشكل عام سلبية جداً. واحدة من الدراسات التي تناولت هذه المؤلفات هي دراسة «فرانسيسكو نوفاتي» التي وصفهم فيها بأنها «أعمال غير كاملة، بعض الأجزاء تحتاج إلى إعادة تهيئة وتعديل» ويوجد بها العديد من العيوب، على الرغم من ذلك يعتبر فرانسيسكو نوفاتي هذه الأعمال «وثيقة هامة وصفحة بارزة في تاريخ الأدب»، باعتبارهم «محاولة موثوقة وجديدة وجريئة». اللغة المستخدمة في أعماله هي «مزيج معقد من المفردات والتعبيرات المألوفة، والشعبية أحياناً، بل مماثلة تماما للغة فيورنتينا ومن التعبيرات الرفيعة غير المستخدمة»، أما فيما يتعلق بالحوار فهو «ينقصه الحيوية والعفوية»، بينما الأبيات «صارمة وعسيرة وضعيفة بدون صوت وبدون سمة تميزها» وفي العموم فإن أعماله «مصممة لتناسب طبيعة وغرض المسرح الهزلي».
كان لنوفاتي آراء آخرى صارمة مثل مثيلتها ل«فينشينسو مونتي» الذي حكم على جميع أعماله التي صدرت بعد وفاته بأنها «لا تحتمل»، أو آراء «أوجو فوسكولو» الذي قال أن أعمال الكوميديا هي «نماذج غير مألوفة». يقول «إجنازيو تشامبي» في دراسة آخرى عن ملهاة آلفيري أن الكاتب «لم يُظهر اهتماماً كبيراً بهدف وغاية الملهاة عندما كان يقوم بإعطاء التوجيهات الخاصة بها التي تحث على عدم التعبيرعن عادات الفترة التي يكتب فيها ولكن عن الفرد بشكل عام». كما يحدد تشامبي في هذه الأعمال بعض «مزايا الإبداع والتنفيذ».

### السيرة الذاتية
بدأ آلفيري في كتابة سيرته الذاتية (حياة فيتوريو آلفيري بقلمه) بعد إصدار أعماله التراجيدية. كتب الجزء الأول منها بين 3 إبريل و 27 مايو عام 1790حتى نهاية العام، بينما الجزء الثان كُتب بين 4 مايو و 14 مايو لعام 1803 (عام وفاته). تصنف «حياة فيتوريو» عالمياً بأنها عمله الأدبي المميز، إن لم يكن هو الأهم، فهو بكل تأكيد الأكثر شهرة. 
وفقاً للناقد الأدبي «ماريو فوبيني» كان آلفيري لوقت طويل هو كاتب «حياة آلفيري» الذي لم يكن قد صدر بعد بينما كانت تقرأه مدام «دي شتيل» أثناء خطفها في منزل «الأميرة دا ألباني»، كتبته إلى مونتي. تُرجمت في بداية القرن التاسع عشر إلى الفرنسية (1809)، والإنجليزية (1810) والألمانية (1812) وجزئياً إلى السويدية (1820).
في هذا العمل الأدبي قام آلفيري بدراسة حياته كما لو كان يدرس حياة الفرد بشكل عام ويتخذه نموذجاً له. كان آلفيري في كتابه ناقداً ذاتياً على خلاف السير الذاتية الآخرى (مثل السيرة الذاتية للكاتب كارلو جولدوني). كان يقسو على نفسه حتى عندما كان ينتقد أفعاله، وشخصيته غريبة الأطوار وماضيه بشكل خاص. على أية حال لم يشعر آلفيري بالأسف أو الندم تجاه هذا الأخير.

## روابط خارجية
- فيتوريو آلفيري على موقع IMDb (الإنجليزية)
- فيتوريو آلفيري على موقع الموسوعة البريطانية (الإنجليزية)
- فيتوريو آلفيري على موقع ميوزك برينز (الإنجليزية)